# Vincent Lachat
Vincent Lachat (* 20. März 1961 in Delémont) ist ein Schweizer Posaunist des Modern Jazz, der auch Salsa und Dixieland spielt.

## Leben und Wirken
Lachat wuchs in Delémont auf, um dann an der Swiss Jazz School sein Studium zu absolvieren. Dort machte er die Bekanntschaft mit Umberto Arlati, mit dem er häufig zusammenwirkte. Im Anschluss arbeitete er als Lead-Posaunist in vielen Grossformationen, etwas der Vince Benedetti Big Band, der Robi Seidel Big Band oder der Grupo Salsa Café. Mit der Big Band de Lausanne, der Pepe Lienhard Big Band und der Joe Haider Big Band war er in den Jahren 1992 bis 1994 auf Tourneen. Er spielte dann auch im Swiss Jazz Orchestra, dem er bis heute angehört, und dem Zurich Jazz Orchestra. Offen für verschiedene Stilrichtungen spielte er in den Gruppen von Raymond Court, Eliane Cueni und Paul Thommen ebenso wie in der P.S. Corporation, der Longstreet Jazz Band und den Storyville Weepers. Ferner hatte er Gelegenheit, mit Musikern wie Johnny Griffin, Ernie Wilkins, Peanuts Hucko, Randy Sandke, Matthieu Michel, Francy Boland, Andy Scherrer, Bert Joris, Phil Woods, George Gruntz, Franco Ambrosetti und Toots Thielemans zu arbeiten. Auch wirkte er mit am Generations 2004 – Internationales Jazztreffen Frauenfeld.

## Lexikalischer Eintrag
- Bruno Spoerri (Hrsg.):  Biografisches Lexikon des Schweizer Jazz CD-Beilage zu: Spoerri, Bruno (Hrsg.): Jazz in der Schweiz. Geschichte und Geschichten. Chronos-Verlag, Zürich 2005, ISBN 3-0340-0739-6